# Кагушенки
Кагуше́нки (рос. Кагушенки) — присілок в Кезькому районі Удмуртії, Росія.
Населення — 10 осіб (2010; 9 в 2002).
Національний склад станом на 2002 рік:
- росіяни — 100 %

Урбаноніми:
- вулиці — Полунична